# Дзякинское болото
Дзя́кинское болото — торфяное болото на территории Ярского и Глазовского районов Удмуртии (Россия).
Болото простирается широкой полосой вдоль левого берега реки Чепцы от устья реки Кузьма до устья реки Лезя. Состоит из двух крупных болотных массивов общей площадью 3782 га. Площадь болота составляет 25 км², средняя глубина залегания торфа — 2,1 м, максимальная — 5,7 м. С юга болото ограничено железной дорогой. С 1931 года на болоте производится добыча торфа, для чего и проложена узкоколейная железная дорога.